# Anomala ruficapilla
Anomala ruficapilla – gatunek chrząszcza z rodziny poświętnikowatych, podrodziny rutelowatych i plemienia Anomalini.
Gatunek ten został opisany w 1855 przez Karla Hermanna Burmeistera.
Chrząszcz orientalny, endemiczny dla subkontynentu indyjskiego, gdzie znany jest z indyjskich stanów Asam, Bengal Zachodni, Bihar, Chhattisgarh, Hariana, Karnataka, Madhya Pradesh, Maharasztra, Sikkim, Tamilnadu, Uttar Pradesh i Uttarakhand oraz ze Sri Lanki.